# Rolf Gerber
Rolf Gerber (Basilea, 25 luglio 1930 – Basilea, 8 gennaio 2024) è stato un bobbista svizzero.

## Biografia
Fu vincitore di una medaglia d'argento nella sua disciplina, ottenuta ai campionati mondiali del 1955 (edizione tenutasi a St. Moritz, Svizzera) insieme ai suoi connazionali Fritz Feierabend, Harry Warburton e Aby Gartmann.
L'oro andò all'altra nazionale svizzera.